# Гарси Родригес де Монтальво
Гарси Родригес де Монтальво (исп. Garci Rodríguez de Montalvo, ок. 1450 — ок. 1505) — испанский писатель, автор рыцарских романов.

## Биография
Биографических сведений о Гарси Родригесе де Монтальво сохранилось очень мало, достоверно не известно даже его имя (в некоторых источниках он упоминается также как Гарси Ордоньес де Монтальво). Родился в конце правления Хуана II в Медина-дель-Кампо, провинция Вальядолид, автономное сообщество Кастилия-Леон. Вероятно, происходил из семьи евреев, обращённых в католицизм, Поллино — одной из семи семей, управлявших городом. Вероятно, участвовал в войне за Кастильское наследство (1475—1479), а также в Гранадской войне (1482—1492) в составе ополчения своего города. По некоторым данным, любил соколиную охоту и был сторонником католических королей.
Согласно данным библиографа Паскуаля Гаянгоса-и-Арсе и историка Нарсисо Алонсо Кортеса, де Монтальво был посвящен в рыцари католическими монархами в 1482 году за участие в защите Алама-де-Гранады вместе с группой других «старых рыцарей Сан-Хуана и Сантьяго». Алонсо Кортес отмечает, что имя де Монтальво появляется в Padrón de Alhama, который является списком рыцарей, родившихся в Медине-дель-Кампо.
30 июня 1502 года де Монтальво был свидетелем тайного брака, который был заключён в замке Кока (провинция Сеговия) между Марией де Фонсека и маркизом Родриго Диасом де Вивар-и-Мендоса, бракосочетание это было незаконным в то время. В 1497 году в канцелярии Вальядолида был возбужден иск против Гарси Родригеса де Монтальво (возможно, имелся в виду внук писателя, которого звали так же, как и деда) и некоего Херонимо де Вируэ из Медины-дель-Кампо, по поводу прелюбодеяния; они были приговорены к высылке из Вальядолида в течение двух месяцев.
Датой смерти де Монтальво обычно указывается 1504 или 1505 год, но недавние исследования Рамоса Ногалеса и Салеса Даси утверждают, что он дожил до первой публикации «Амадиса Гальского» (1508 год).

## Творчество
В период с 1480-х годов по 1495 год де Монтальво переработал три книги первоначального текста «Амадиса Гальского» — текста, написанного на португальском языке в конце XIII века, во время правления Санчо IV, который считается сегодня утраченным, и добавил четвёртую книгу. В этом виде текст романа в четырёх книгах был издан в Сарагосе в 1508 году. Также де Монтальво написал продолжение «Амадиса Гальского» — «Деяния Эспландиана» (1510), которая является пятой книгой цикла об Амадисе и посвящена приключениям сына Амадиса — Эспландиана.
Действие «Амадиса» в основном придерживается географии бретонского цикла: его идеальный центр — двор английского короля (далекого предшественника короля Артура в фантастической хронологии «Амадиса»). Галия, откуда идет род героя,— это Уэльс (хотя временами в ней проступают черты приморской Франции). Как идеальный рыцарь, Амадис представляет собой воплощение рыцарского кодекса чести и социальной добродетели, а его приключения происходят в атмосфере сентиментального идеализма. Понятно, что такой идеальный герой, невосприимчивый ко злу, лишенный корыстных побуждений, мог существовать лишь в совершенно условном мире, населенном сказочными персонажами.
В своей второй книге — «Деяния Эспландиана» — де Монтальво описывает мифический остров Калифорния, расположенный к западу от Индии:

Знайте, что по правую руку от Индии есть остров, названный Калифорнией, очень близкий к земному раю; он населён чёрными женщинами, без единого мужчины среди них, поскольку они живут как амазонки.— 
Этот роман де Монтальво оказал сильное влияние на Эрнана Кортеса и других конкистадоров, вдохновив их на поиски острова, который, по их мнению, находился возле западного побережья Северной Америки. В 1539 году Франсиско де Ульоа, плававший под командованием Кортеса, исследовал Калифорнийский залив и добрался до устья реки Колорадо, установив, что это полуостров, а не остров. Тем не менее картографическая ошибка — изображение Калифорнии как острова — сохранялась на многих европейских картах вплоть до XVIII века.

## Издания на русском языке
- Гарси Ордоньес де Монтальво. Очень храбрый и непобедимый рыцарь Амадис Гальский / Пер. с исп. и обраб. А. Простосердова. — СПб.: Летний сад, 2008. — 272 с. — ISBN 978-5-89740-034-8